# Internationale Militaire Sportraad
De Internationale Militaire Sportraad (IMS) of Conseil International du Sport Militaire (CISM) is een internationale sportorganisatie, opgericht in 1948 en gevestigd in Brussel. Het is de op een na grootste multidisciplinaire sportorganisatie ter wereld, na het Internationaal Olympisch Comité. De Nederlandse deelname wordt gecoördineerd door het Bureau Internationale Militaire Sport, BIMS. De Belgische deelname wordt gecoördineerd door de Sectie Sport van Hoog Nivo van het Ministerie van Defensie. De IMS organiseert jaarlijks meer dan 20 wedstrijden. Onder haar auspiciën spelen soldaten tegen elkaar op het sportveld in plaats van te strijden op het slagveld. De IMS organiseert verschillende sportevenementen, waaronder de Militaire Wereldspelen en Militaire Wereldkampioenschappen, voor de strijdkrachten van 140 lidstaten. Het doel van de IMS is om sportactiviteiten en fysieke conditie van strijdkrachten te bevorderen als middel om wereldvrede te bevorderen. Het motto van de IMS is "Vriendschap door sport", gebaseerd op drie pijlers: sport, onderwijs en solidariteit.
Sinds 2022 is kolonel Nilton Gomes Rolim Filho uit Brazilië voorzitter van de Raad en kapitein-ter-zee Roberto Recchia uit Italië secretaris-generaal van de organisatie.

## Geschiedenis

### Voorgeschiedenis
In 1919, vlak na de Eerste Wereldoorlog, werden de Intergeallieerde Spelen georganiseerd door de Sportraad van Geallieerde Strijdkrachten onder leiding van generaal John Pershing, waaraan 1500 atleten uit 18 landen deelnamen in 24 takken van sport. Het evenement vond plaats in Joinville-le-Pont in Frankrijk.
In mei 1946, na de Tweede Wereldoorlog, werd de Sportraad van de Geallieerde Strijdkrachten nieuw leven ingeblazen door kolonel Henri Debrus en Olympisch pentatleet majoor Raoul Mollet, en in het weekend van 7-8 september van dat jaar vonden de tweede Intergeallieerde Spelen plaats in Berlijn, in het Olympiastadion, de locatie van de Olympische Spelen van 1936. Het evenement stond ook bekend als de Geallieerde Atletiekkampioenschappen, naar een soortgelijk evenement in het jaar daarvoor. Twaalf landen zouden meedoen: België, Tsjecho-Slowakije, Denemarken, Groot-Brittannië, Polen, Griekenland, Luxemburg, Nederland, Noorwegen, Rusland, de Verenigde Staten en gastland Duitsland. Sommige verslagen van het evenement rapporteren zeven deelnemende landen.
De Sportraad van de Geallieerde Strijdkrachten werd in 1947 ontmanteld.

### Oprichting en groei
Een paar maanden later, de draad opnemend die de Sportraad van Geallieerde Strijdkrachten had laten liggen, richtten kolonel Debrus en majoor Mollet op 18 februari 1948 de IMS op. De oprichtende leden waren België, Denemarken, Frankrijk, Luxemburg en Nederland. In 1950 werden Argentinië en Egypte lid. In 1951 sloten de Verenigde Staten zich aan. In 1952 werden Irak, Libanon, Pakistan en Syrië lid, twee jaar later gevolgd door Brazilië. Canada kwam in 1985 aan boord. Met het einde van de Koude Oorlog in 1991, fuseerde de IMS met het Sportcomité van de Geallieerde Legers, een Warschaupact organisatie, waarmee de toetreding van 31 nieuwe lidstaten werd aangekondigd. Deze doorbraak leidde tot erkenning door internationale organisaties, waaronder het IOC. Vóór 1995 organiseerde de IMS elk jaar 15 tot 20 wereldkampioenschappen. Sinds 1995 organiseert de IMS om de vier jaar de Militaire Wereldspelen, een multisportevenement.

### Panamerikaanse Militaire Sportraad
De IMS op het Amerikaanse Continent is een dochterorganisatie die uit 19 lidstaten bestaat: Argentinië, Barbados, Bolivia, Brazilië, Canada, Chili, Colombia, Dominicaanse Republiek, Ecuador, Guatemala, Guyana, Jamaica, Paraguay, Peru, Suriname, Trinidad en Tobago, Verenigde Staten, Uruguay en Venezuela. Er zijn twee verbindingsbureaus: het Noord-Amerikaanse verbindingsbureau (NALO) en het Zuid-Amerikaanse verbindingsbureau (SALO). De vicevoorzitter van de Panamerikaanse IMS, kolonel Walter Jander uit Brazilië was een van de vier vicevoorzitters van de IMS (2015-2019).

## Doelen en organisatie

### Solidariteit
Het IMS-solidariteitsprogramma heeft als doel duurzame ontwikkeling te bevorderen in minder bevoorrechte lidstaten, om zo gelijke kansen te creëren voor alle lidstaten om deel te nemen aan IMS-evenementen.
Solidariteit is een van de twee fundamenten waarop de activiteiten van de IMS gebaseerd zijn. Het programma vormde een inspiratie voor het olympische solidariteitsmodel. Het solidariteitsprogramma van de IMS heeft veel componenten, variërend van het organiseren van technische trainingen in minder bevoorrechte landen en het vervoeren van atleten naar kampioenschappen, tot het verzenden van sportuitrusting naar achtergestelde regio's. De lidstaten kunnen coaches sturen of uitnodigen, op basis van het IMS-lidmaatschap en "Vriendschap door sport" of vaak via bilaterale contracten.
De oprichting van Regionale Ontwikkelingscentra (ROC) is een hoofddoelstelling van het IMS-ondersteuningsbeleid. De eerste stap in deze richting werd gezet in 2006 toen het Centrum voor Ontwikkeling in Afrika (CAO) werd opgericht in Nairobi, Kenia. Een ander Regionaal Ontwikkelingscentrum werd opgericht in Rio de Janeiro, Brazilië.

### Algemene vergadering
De Algemene Vergadering, waarin alle lidstaten vertegenwoordigd zijn, is de hoogste autoriteit van de IMS.

### Voorzitters van de IMS
| S. Nr. | Naam                                        | Land             | Periode      |
| ------ | ------------------------------------------- | ---------------- | ------------ |
| 1.     | Kolonel Henri Debrus                        | Frankrijk        | 1948 - 1953  |
| 2.     | Majoor Arne W. Thorburn                     | Zweden           | 1953 - 1956  |
| 3.     | Kolonel Henri Debrus                        | Frankrijk        | 1956 - 1961  |
| 4.     | Brigadegeneraal Royal Hatch                 | Verenigde Staten | 1961 - 1967  |
| 5.     | Luchtcommandant MM Piracha                  | Pakistan         | 1967 - 1968  |
| 6.     | Admiraal Fazio Casari                       | Italië           | 1968 - 1969  |
| 7.     | Generaal-majoor Kenneth G. Wickham          | Verenigde Staten | 1969 - 1970  |
| 8.     | Counter-admiraal Aldo Massarini             | Italië           | 1970 - 1979  |
| 9.     | Divisional-generaal Mohammed Saleh Mokaddem | Tunesië          | 1979 - 1986  |
| 10.    | Divisie-generaal Jean Duguet                | Frankrijk        | 1986 - 1994  |
| 11.    | Generaal Arthur Zechner                     | Oostenrijk       | 1994 - 1998  |
| 12.    | Generaal-majoor Dr. Gianni Gola             | Italië           | 1998 - 2010  |
| 13.    | Kolonel Hamad Kalkaba Malboum               | Kameroen         | 2010 - 2014  |
| 14.    | Kolonel Abdulhakim Al-Shino                 | Bahrein          | 2014 - 2018  |
| 15.    | Kolonel Hervé Piccirillo                    | Frankrijk        | 2018 - 2022  |
| 16.    | Kolonel Nilton Gomes Rolim Filho            | Brazilië         | 2022 - heden |

### Raad van bestuur
| Functie             | Naam                                     | Land                   |
| ------------------- | ---------------------------------------- | ---------------------- |
| Voorzitter          | Kolonel Nilton Gomes Rolim Filho         | Brazilië               |
| Vice voorzitters    | Brigadegeneraal Rashid Mahboob Al-Dosari | Qatar                  |
| Vice voorzitters    | Kolonel Dirk Schwede                     | Duitsland              |
| Vice voorzitters    | Generaal-Majoor Maikano Abdullahi        | Nigeria                |
| Vice voorzitters    | Brigadegeneraal Delio Rosario Colon      | Dominicaanse Republiek |
| Algemeen secretaris | Kapitein-ter-zee Roberto Recchia         | Italië                 |
| Penningmeester      | Kolonel Sven Serré                       | België                 |
| Lid                 | Generaal Djabou M´hammed Abdelhak        | Algerije               |
| Lid                 | Kolonel Sega Sissoko                     | Mali                   |
| Lid                 | Brigadegeneraal Elija Ndegwa Gatere      | Kenia                  |
| Lid                 | Generaal-majoor Simon Nyowani            | Congo-Kinshasa         |
| Lid                 | Kolonel Steven Rosso                     | Verenigde Staten       |
| Lid                 | Kolonel Nathalie Birgintzlen             | Canada                 |
| Lid                 | Kolonel Luis Fernando Toledo Leal        | Brazilië               |
| Lid                 | Kolonel Moon-Hak Yoon                    | Zuid-Korea             |
| Lid                 | Kolonel Yijiang Wang                     | China                  |
| Lid                 | Brigadegeneraal Zakaryia Kanat           | Syrië                  |
| Lid                 | Generaal-majoor Oleg Botsman             | Rusland                |
| Lid                 | Kolonel Jose Carlos Garcia-Verdugo       | Spanje                 |
| Lid                 | Luitenant-Kolonel Jure Velepec           | Slovenië               |
| Lid                 | Majoor Jan-Henrik Back                   | Zweden                 |

## IMS-evenementen

### Militaire Wereldspelen
De Militaire Wereldspelen is een multisportevenement dat sinds 1995 om de vier jaar wordt georganiseerd. Ze worden een jaar voor de Olympische Spelen gehouden.
- De eerste Militaire Wereldspelen werden gehouden in Rome, Italië van 4 tot 16 september 1995; 93 landen namen deel aan 17 verschillende sportevenementen. Het evenement markeerde 50 jaar sinds het einde van de Tweede Wereldoorlog en de ratificatie van het Handvest van de Organisatie van de Verenigde Naties.
- In augustus 1999 werden de 2e Militaire Wereldspelen gehouden in Zagreb, Kroatië; 7000 deelnemers uit 82 landen streden in 20 sporten.
- In december 2003 werden de 3e Militaire Wereldspelen gehouden in Catania, Italië ; Deelnemers uit 84 verschillende landen streden in 13 sporten.
- In oktober 2007 werden de 4e Militaire Wereldspelen gehouden in Hyderabad, India ; Deelnemers uit 101 landen streden in 14 sporten.
- In juli 2011 werden de 5e Militaire Wereldspelen gehouden in Rio de Janeiro, Brazilië; deelnemers uit 108 landen streden in 20 sporten.
- In oktober 2015 werden de 6de Militaire Wereldspelen gehouden in Mungyeong, Zuid-Korea; deelnemers uit 105 landen, waarvan 15 als waarnemer, deden mee aan 24 sporten, waaronder vijf militaire sporten.
- In 2019 vonden de 7e Militaire Wereldspelen plaats in Wuhan, China.

### Militaire Wereldkampioenschappen
In het jaar van de Militaire Wereldspelen (vanaf 1995 elke vier jaar), vallen de Militaire Wereldkampioenschappen samen met de Wereldspelen.
| No.               | Evenement                  | Eerste Editie     | Recentste Editie        |
| Militaire Sporten | Militaire Sporten          | Militaire Sporten | Militaire Sporten       |
| ----------------- | -------------------------- | ----------------- | ----------------------- |
| 1                 | Pentathlon                 | 1950              | 66e (2019)              |
| 2                 | Aeronautische Pentathlon   | 1948              | 58e (2019)              |
| 3                 | Pentathlon ter zee         | 1954              | 51e (2019)              |
| 4                 | Moderne Pentathlon         | 1963              | 47e (2019)              |
| 5                 | Triathlon                  | 1992              | 22e (2021)              |
| 6                 | Orientatieloop             | 1965              | 51e (2019)              |
| 7                 | Parachutespringen          | 1964              | 43e (2019)              |
| 8                 | Zeilen                     | 1949              | 52e (2021)              |
| Vechtsporten      |                            |                   |                         |
| 9                 | Box                        | 1947              | 57e (2019)              |
| 10                | Schermen                   | 1947              | 47e (2019)              |
| 11                | Judo                       | 1966              | 39e (2019)              |
| 12                | Taekwondo                  | 1980              | 25e (2019)              |
| 13                | Worstelen                  | 1961              | 34e (2019)              |
| Algemene sporten  |                            |                   |                         |
| 14                | Atletiek                   | 1946              | 46e (2019)              |
| 15                | Cross Country              | 1947              | 58e (2018)              |
| 16                | Marathon                   |                   | 50e (2018)              |
| 17                | Zwemmen en reddend zwemmen | 1946              | 51e (2019)              |
| 18                | Schieten                   | 1957              | 52e (2019)              |
| 19                | Boogschieten               | 2017              | 2e (2019)               |
| 20                | Wielrennen                 |                   | 32e (2019)              |
| 21                | Mountain Bike              |                   | 31e (2019)              |
| Teamsporten       |                            |                   |                         |
| 22                | Basketbal                  | 1950              | 53e 2019 M / 3e 2019 V  |
| 23                | Voetbal                    | 1946              | 45e 2019 M / 12e 2019 V |
| 24                | Handbal                    |                   |                         |
| 25                | Volleybal                  | 1961              | 2019 M / 2019 V         |
| Wintersporten     |                            |                   |                         |
| 26                | Skien                      | 1954              | 54th (2018)             |
| Overige sporten   |                            |                   |                         |
| 27                | Paardensport               | 1969              | 21th (2019)             |
| 28                | Golf                       | 2003              | 13th (2019)             |

## Sporten

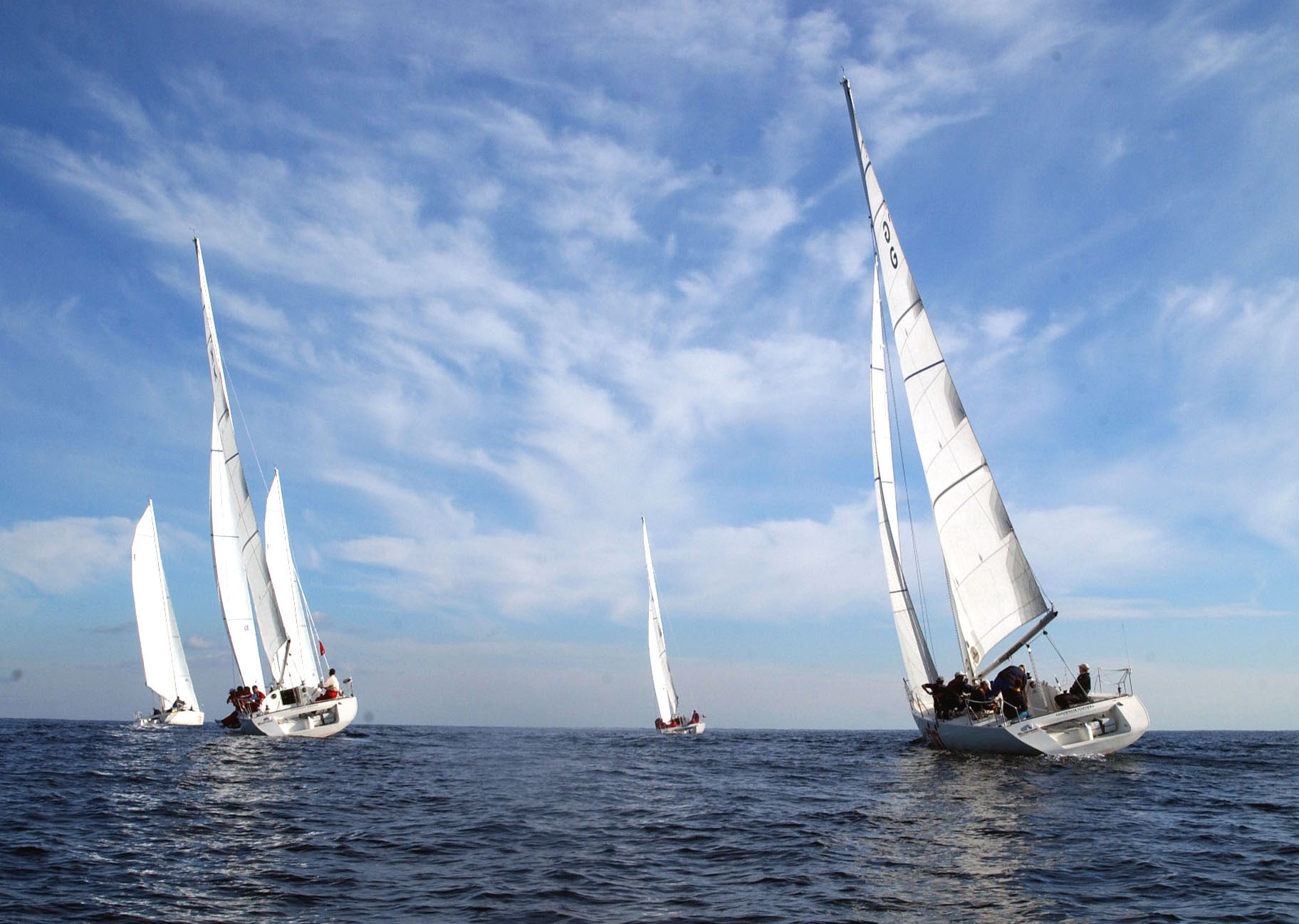
Zeilen op de Militaire Wereldspelen 2003, in Catania, Italië

De IMS organiseert jaarlijks meer dan twintig Militaire Wereldkampioenschappen voor verschillende sporten waaraan alle aangesloten landen kunnen deelnemen. Ook worden continentale en regionale wedstrijden georganiseerd en om de vier jaar worden de Militaire Wereldspelen gehouden. Dit is een multisportevenement dat wordt georganiseerd door de IMS in samenwerking met lidstaten. De sporten omvatten: basketbal, bowlen, boksen, veldlopen, wielrennen, golf, judo, levensreddend zwemmen, marathon, moderne vijfkamp, oriëntatieloop, parachutespringen, rugby, zeilen, schieten, skiën, voetbal, softbal, zwemmen, taekwondo, atletiek, triatlon, volleybal, beachvolleybal en worstelen.

## Andere activiteiten

### Congressen

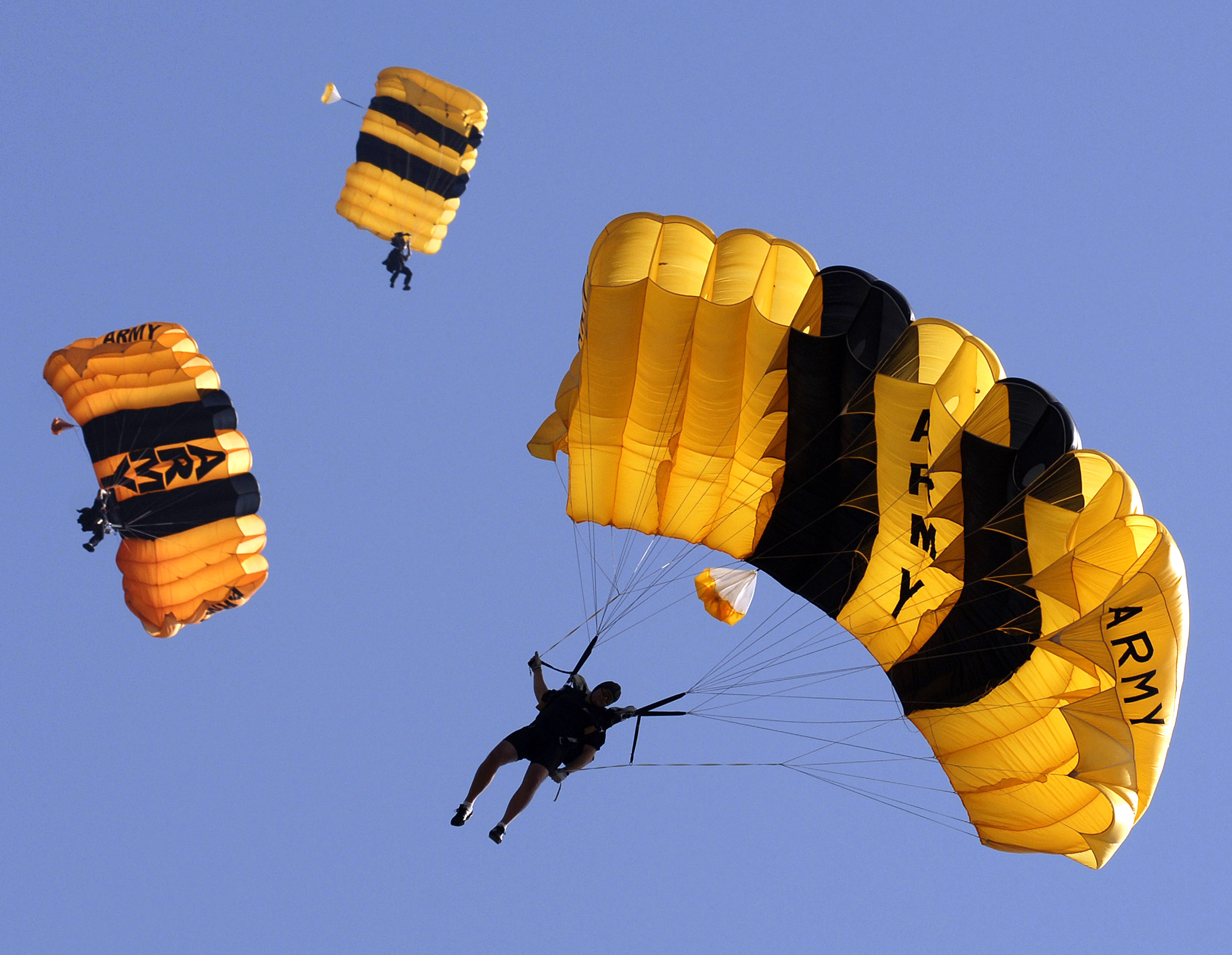
Het Golden Knights Parachute Team van het Amerikaanse leger neemt deel aan de nauwkeurigheidscompetitie op de Militaire Wereldspelen 2007, Hyderabad, India.

De IMS streeft ernaar om ten minste elk jaar internationale congressen te organiseren om verschillende aspecten van lichamelijke opvoeding en sport binnen de strijdkrachten te bestuderen. In 2008 vond het symposium over "Hoe benadruk je het belang van sport binnen de strijdkrachten op nationaal en internationaal niveau" plaats in Sofia, Bulgarije, 24-25 september 2008. Een symposium over "Sportwetenschap: de basis van modern sportmanagement" in Praag van 18-23 september 2009 werd bijgewoond door 70 deelnemers uit 27 landen. Hierbij werd de IMS Universiteit opnieuw gelanceerd.

### Sport voor vrede

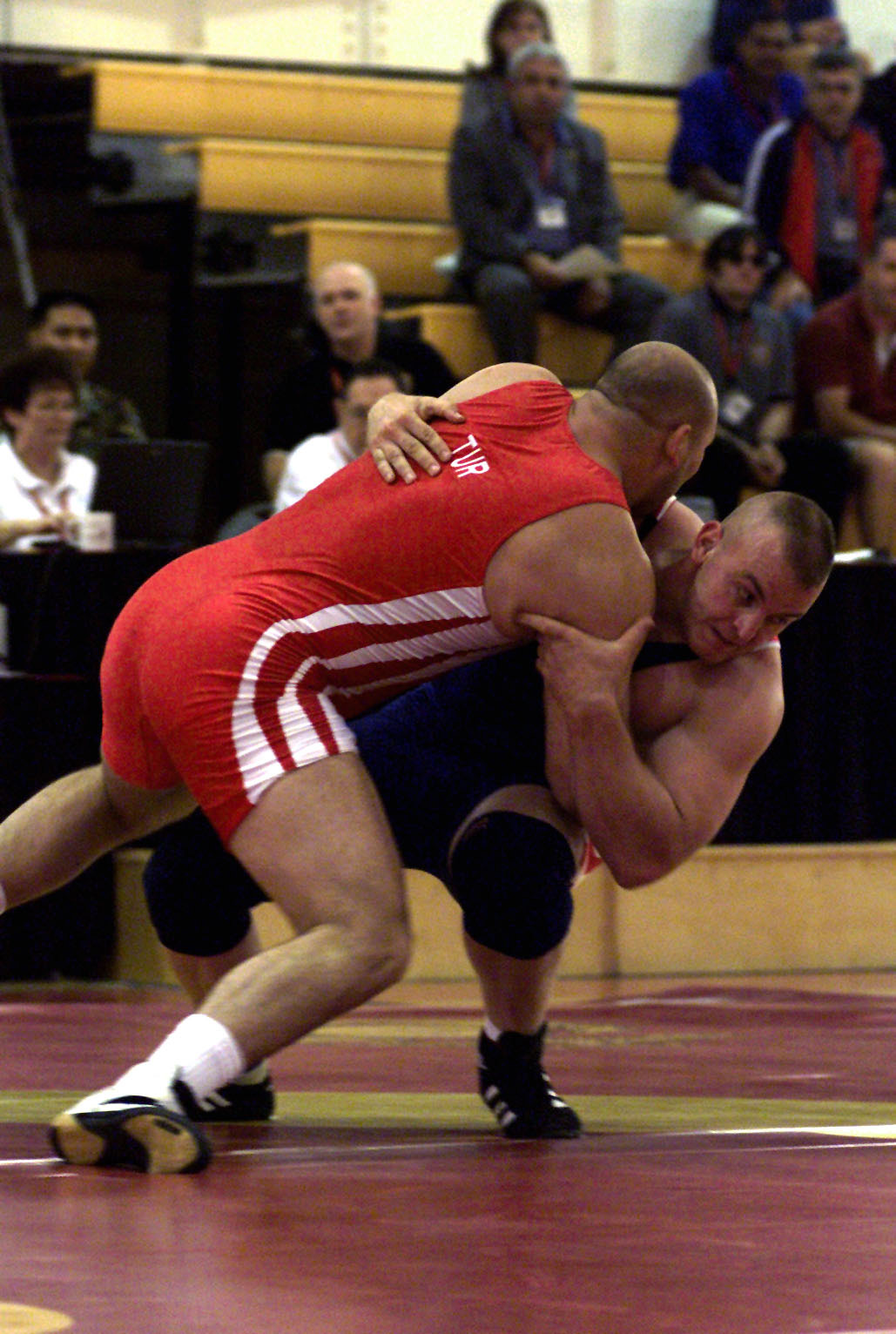
Frank Workman (VS), probeert Aydin Polatci (Turkije), 130 kg Free-Style, neer te halen. 19e Militaire Wereldkampioenschappen Worstelen, Camp Lejeune, North Carolina.

In 2005 organiseerde de IMS het seminar "Sport en vrede" in Mantova, Italië. Vertegenwoordigers van meer dan 22 landen en internationale organisaties zoals het IOC, de VN, UNICEF, sportverenigingen, lidstaten en organisaties die zich rechtstreeks bezighouden met vrede, gezondheid, sport en onderwijs woonden het seminar bij.
Alle deelnemers waren het erover eens dat sport een belangrijk instrument was geworden om de wederopbouw van samenlevingen in postconflictsituaties te helpen. In oktober 2007, tijdens de 4e Militaire Wereldspelen in India, organiseerde de IMS in samenwerking met het IOC, het Indiase Olympisch Comite en het organiserend comité van de Militaire Wereldspelen, een internationaal forum over sport voor vrede, met als thema: "Sport, een concreet fundamenteel instrument om de vrede te bevorderen".
Door middel van lezingen presenteerden de verschillende autoriteiten hun ervaringen en verwachtingen met betrekking tot het gebruik van sport als instrument om het proces van wederopbouw in postconflictsituaties te onderwijzen en te helpen.
In hetzelfde jaar, op 20 maart, organiseerde de IMS in het kader van de Winterspelen in nauwe samenwerking met het IOC, het Internationale Forum rond het onderwerp Sport voor Vrede: "Van positieve initiatieven tot systemisch geïntegreerde programma's".
Dit evenement, samen met eerdere initiatieven (Mantova 2005 en Hyderabad 2007), heeft aangetoond dat sport (en vooral militaire sport) in staat is om vrede te bevorderen en nuttig kan zijn voor vredeshandhavingsmissies wereldwijd. Alle deelnemers en instellingen erkenden dat de IMS en de strijdkrachten belangrijke actoren zijn in de Beweging van Sport voor Vrede, en waren het erover eens dat samenwerking het gebruik van sport als ontwikkelingsinstrument in conflictgebieden concreet kan bevorderen.
Vooraanstaande autoriteiten zoals Zijne Hoogheid Prins Albert II van Monaco en andere vooraanstaande gasten zoals sprekers van het IOC, de Verenigde Naties, de NAVO, het Vaticaan, de Sport en Vrede Organisatie, voormalige bevelhebbers van vredeshandhavingsoperaties en de IMS-autoriteiten, toonden aan dat de Raad een brug kan vormen tussen internationale instellingen en synergieën creëren.
Forumdeelnemers ondertekenden de 2010 IMS-Aosta Verklaring en Actieplan over Sport voor Vrede waarin de gemeenschappelijke wensen werden samengevat en alle instellingen werd gevraagd formeel een bilaterale en multilaterale overeenkomst tot stand te brengen om concrete programma's uit te voeren die gericht zijn op het delen van ervaringen en het effectief implementeren van programma's van Sport voor Vrede.

### Vrouwen in de sport
Canada was het eerste land dat vrouwencategorieën opnam toen het het Militaire Wereldkampioenschap Taekwondo organiseerde in 1993. Het land leverde ook de eerste vrouwelijke voorzitter van een militaire sportcommissie (zeilen) en was gastheer van het eerste congres over Vrouwen in de IMS, in Kingston in 2008.

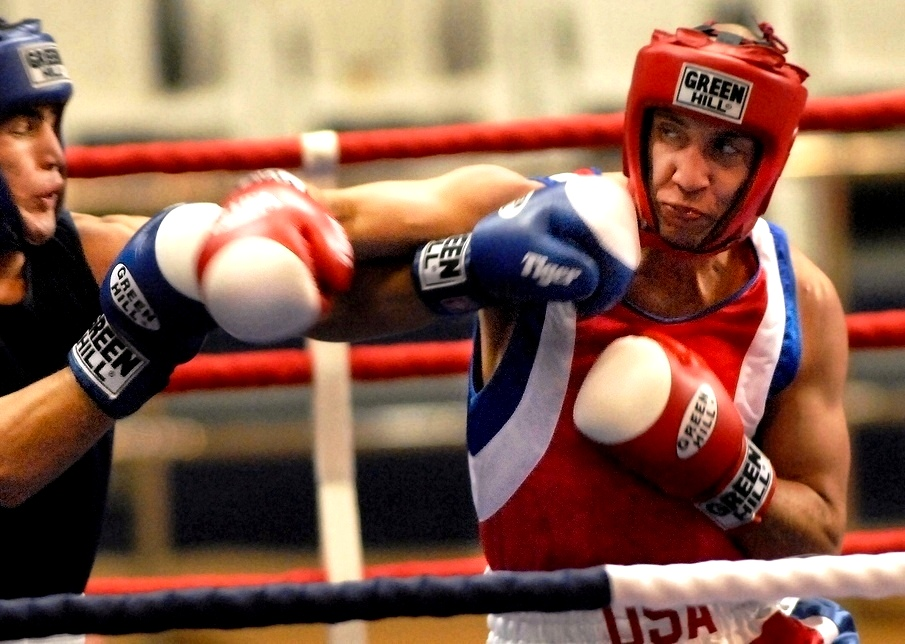
Boyd Melson (rechts), tijdens de Militaire Wereldspelen 2007